# Средња боквица
Средња боквица (Plantago media) расте на сувим местима, длакава је, цветна стабљика је око 5 пута дужа од листа, цваст је дугачка и сребрнобела; лишће је широко овално. Потиче из из Евроазије, пренета је у Северну Америку.

## Слике
- цваст
- бокор
- бокор
- лист одозго и одоздо